# Bucculatrix seorsa
Bucculatrix seorsa är en fjärilsart som beskrevs av Braun 1963. Bucculatrix seorsa ingår i släktet Bucculatrix och familjen kronmalar. Inga underarter finns listade i Catalogue of Life.